# Amschel Mayer Rothschild

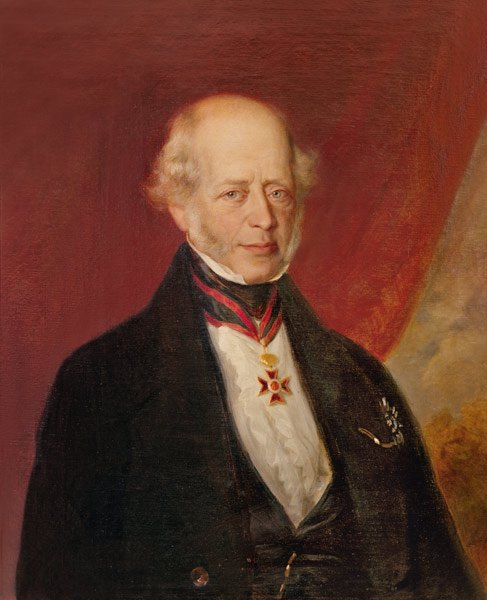
Amschel Mayer Rothschild

Amschel Mayer von Rothschild (Frankfurt am Main, 12 juni 1773 — aldaar, 6 december 1855) was een Joods-Duitse bankier en een Rothschild-telg.

## Biografie en carrière
Hij was het tweede kind en tevens de oudste zoon van Mayer Amschel Rothschild (1744-1812), de stichter van de dynastie.
Bij de dood van zijn vader Mayer Amschel in 1812, volgde hij zijn vader  op als hoofd van de bank in Frankfurt am Main, zijn broers werden naar de steden Parijs, Londen, Napels en Wenen gestuurd om daar andere banken op te zetten. Toen Rothschild zelf overleed in 1855, werden de zonen van zijn broers Anselm en Salomon de volgende bestuurders van de bank.